# Marseille (César)
Marseille est une œuvre de l'artiste français César. Il s'agit d'une sculpture abstraite en bronze conçue en 1960. Elle est installée dans le musée de la sculpture en plein air de Paris, en France.

## Description
L'œuvre est une sculpture en bronze. Elle est formée d'un surface rectangulaire ressemblant à une voile, orientée verticalement et légèrement ondulée. Elle est parcourue de stries verticales et horizontales. Elle est portée par un petit mât qui repose sur un socle rectangulaire.

## Localisation
La sculpture est installée dans le musée de la sculpture en plein air, un lieu d'exposition d'œuvres de sculpteurs de la seconde moitié du XXe siècle, dans le jardin Tino-Rossi, sur le port Saint-Bernard et le long de la Seine, dans le 5e arrondissement de Paris.

## Artiste
César (1921-1988) est un artiste français.